# Сангалов, Юрий Александрович
Сангалов Юрий Александрович (28 апреля 1938 года, г. Горький — 29 декабря 2016 года) — химик. Член-корреспондент АН Республики Башкортостан (1991). Доктор химических наук (1981), профессор (1986). Заслуженный деятель науки и техники БАССР (1988), изобретатель СССР (1976).

## Биография
Сангалов Юрий Александрович родился 28 апреля 1938 года в г. Горький.
В 1960 году окончил Горьковский государственный университет имени Н. Е. Лобачевского.
После окончания института работал научным сотрудником НИИ полимеров имени В. А. Каргина (г. Дзержинск Нижегородской области, 1960—1972); заведующий лабораторией ионной полимеризации Института химии БФАН СССР (ныне ИОХ УНЦ РАН, 1972—1992); заведующим лабораторией композиционных материалов Института нефтехимии и катализа АН РБ (1992—2004); с 2005 года — научным консультантом ГУП «Институт нефтехимпереработки» РБ.
В 1966 году Ю. Сангалов защитил кандидатскую диссертацию по теме «Полимеризация винилхлорида в присутствии алюминийорганических соединений», а в 1980 году — докторскую диссертацию по теме «Особенности поведения комплексов некоторых кислот Льюиса и Бренстеда в электрофильных превращениях олефинов и полиолефинов». В 1988 году ему присвоено звание профессора по специальности «Химия высокомолекулярных соединений».
Ю. Сангалов — член-корреспондент АН РБ (1991) по Отделению химико-технологических наук АН РБ. Среди учеников Юрия Александровича 5 докторов и 17 кандидатов наук.
Научные направления работы Сангалова: химия и технология высокомолекулярных соединений, синтез специальных полимеров, химическое материаловедение, полимерные и композиционные материалы для экологически чистых отраслей народного хозяйства, рациональные пути использования возобновляемого природного и вторичного химического и нефтехимического сырья. Он разработал новый тип жидкофазных материалов — энтомологические полимерные клеевые составы с регулируемыми реологическими.

## Труды
Ю. Сангалов — автор более 600 научных трудов, включая 5 монографий, 20 статей обзорно-аналитического характера, 40 статей в международных журналах, более 50 статей научно-популярного характера, включая энциклопедические издания, 120 авторских свидетельств и патентов РФ. Он — автор 15 промышленных разработок.
- С.Минскер, Ю. А. Сангалов. Изобутилен и его полимеры / М., «Химия», 1986;
- Yu.A.Sangalov, K.S.Minsker, G.E.Zaikov. Polymers Derived from isobutylene. Synthesis, properties, application / VSP Utrecht, Boston, Koln, Tokyo, Netherlands, 2001;
- Ю. А. Сангалов, Ю. А. Мулин. Синтез, модификация и применение пентапласта / ОНПО «Пластполимер», С.Петербург, 1992 г.

## Награды
Заслуженный деятель науки БАССР (1988). Медали ВДНХ СССР (1980, 1982, 1984). Лауреат Всесоюзного конкурса ВХО имени Д. И. Менделеева (1979, 1989).